# Ourok
Ourok (v odborné literatuře úrok) je peněžní dávka odváděná vrchnosti. Její vznik se umisťuje do 13. století při zavádění tzv. německého práva.
Tehdy během kolonizace (ale i později až do 15. století) byla většina nových vsí zakládána na tzv. německém právu. To probíhalo tím způsobem, že majitel pozemku budoucí vsi (vrchnost) pověřil prostředníka (lokátor) vyměřením nové vsi, případným vykácením lesa, sehnáním obyvatel vsi. S každým novým obyvatelem, který se ujímal půdy, byla sepsána (někdy byla sepsána pouze s celou obcí) písemná smlouva, v které byla stanovena cena svěřeného pozemku (ta se platila okamžitě), dále povinností odváděné průběžně, nejčastěji všechny tyto tři druhy: peněžní dávky, roboty vykonávané pro vrchnost a naturální dávky (někdy zvané osep). Na konci smlouvy většinou nechyběl nějaký odklad průběžných dávek (peníze, robota, naturálie); ten býval na několik let, třeba až na 16 let. To novým obyvatelům mělo usnadnit vybudování vesnice. Právě ona každoročně odváděná peněžní suma se nazývala ourok (úrok), jehož název pochází od slova rok, tedy to co se platilo každoročně.
Vývoj ouroku je velice nejasný. První zprávy z 15.-16. století uvádí většinou placení ouroku dvakrát ročně. Nejčastější bylo na sv. Jiří a sv. Havla. Obecně se platilo na jaře a na podzim. Občas se však platilo i jen jednou ročně. Výše ouroku byla většinou neměnná (vývoj výše známe až zhruba od 16. století), přesto si vrchnost uměla najít způsob, jak si příjem zvýšit. Například poddanému prodala pole, z kterého se platil také ourok, ale už mohl být v libovolné výši. Záleželo jen na dohodě mezi kupujícím a vrchností. Ovšem nechyběly ani případy nucení vrchností ke koupi.
Velice stálá výše ouroku nám ukazuje, že neplatí často užívané klišé, že vrchnost si s poddaným dělala, co chtěla. Jistá práva poddaného uznávala, ovšem používal se psychický nátlak.